# Vascolet
Vascolet es una marca y un producto creado en Argentina por la extinta compañía láctea La Vascongada y que actualmente pertenece a la multinacional suiza Nestlé, que fabrica y comercializa productos bajo esta marca en Uruguay. Consiste en cacao en polvo soluble en la leche.  

## Producto
Se trata de un alimento en polvo conocido coloquialmente como cocoa. La misma se obtiene de la cáscara de la semilla de cacao pulverizada en un polvo muy fino para ser utilizado como sustituto del cacao para disolver en leche o en pastelería.  

## Historia

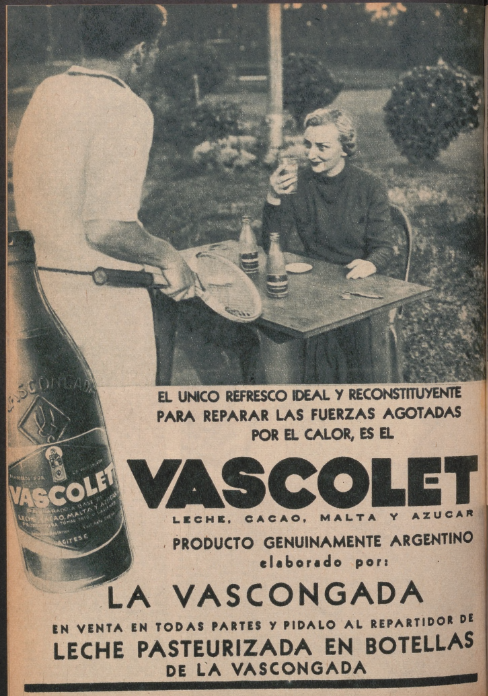
Publicidad de Vascolet, producto de la compañía láctea argentina La Vascongada, en la revista Aconcagua de octubre de 1936. Edición 75.

Creado por La Vascongada, una compañía láctea argentina fundada en 1908 por Pedro Uthurralt, desde su creación dicho producto adquirió una gran popularidad, que llamó la atención en la otra orilla del Río de la Plata.
En la década de 1950, Homero Fernández, director de la empresa homónima y también creador de la marca Bracafé, introdujo en Uruguay a la marca Vascolet.
La introducción de dicho producto al país significaría la industrialización del mismo, superando al poco de tiempo de su comercialización a las existentes compañías que distribuían productos similares. 
Dicha estrategia de introducción estuvo dirigida específicamente a niños y se encargó de llegar directamente a todas las escuelas del país. 
Desde entonces, "Vascolet" se trasformó en un clásico en Uruguay y en Argentina por sus campañas publicitarias que aún hoy hacen foco en el sabor dulce de la bebida y la energía que proporciona. Su éxito y permanencia se deben fundamentalmente a la creación de un personaje llamado "Alejandro Vascolet" en 1974 y a quien se identifica como un amigo, divertido, compañero y triunfador.
En 1976 la compañía Nestlé de Uruguay adquirió la empresa Homero Fernández S.A. y su marcas Bracafé y Vascolet. Desde ese entonces Nestlé es la encargada de su producción y comercialización en toda iberoamérica con la excepción de Argentina.

## Personaje
El personaje Alejandro Vascolet fue ideado y producido por el publicista argentino Eduardo Schejtman (con dibujos de Alberto del Castillo) en 1974, bajo el concepto de crear a un "superhéroe-niño" que fuese un modelo de salud, fortaleza y simpatía. Para acompañar a Alejandro Vascolet, Schejtman compuso, produjo e interpretó el tan recordado jingle original "Alejandro camina por la pared" así como sus versiones posteriores. El jingle y su melodía se reutilizaron por más de 30 años, mientras que el personaje Alejandro subsiste, en versión aggiornada, como figura principal en los empaques del producto.

Muchos de los jingles quedaron marcados en la memoria de varias generaciones que lo recuerdan. Por ejemplo: 
Alejandro camina por la pared,
todos los días toma Vascolet;
Alejandro corriendo parece un tren,
todos los días toma Vascolet.
o 
Alejandro pateando parece Pelé,
toda la fuerza viene de Vascolet.
Mete 1, mete 2, mete 3, mete 10!
Toda la fuerza viene de Vascolet.
Alejandro Vascolet, Alejandro Vascolet!
También existe un juego llamado Vascolet: La máquina del tiempo"  creado para una campaña publicitaria en el 2010, el juego en cuestión fue realizado por la agencia Publicis Impetu y el desarrollo por Batovi Game Studio y está publicado tanto para Windows como para las computadoras XO del Plan Ceibal.